# Louise Elisabeth Bachofen-Burckhardt

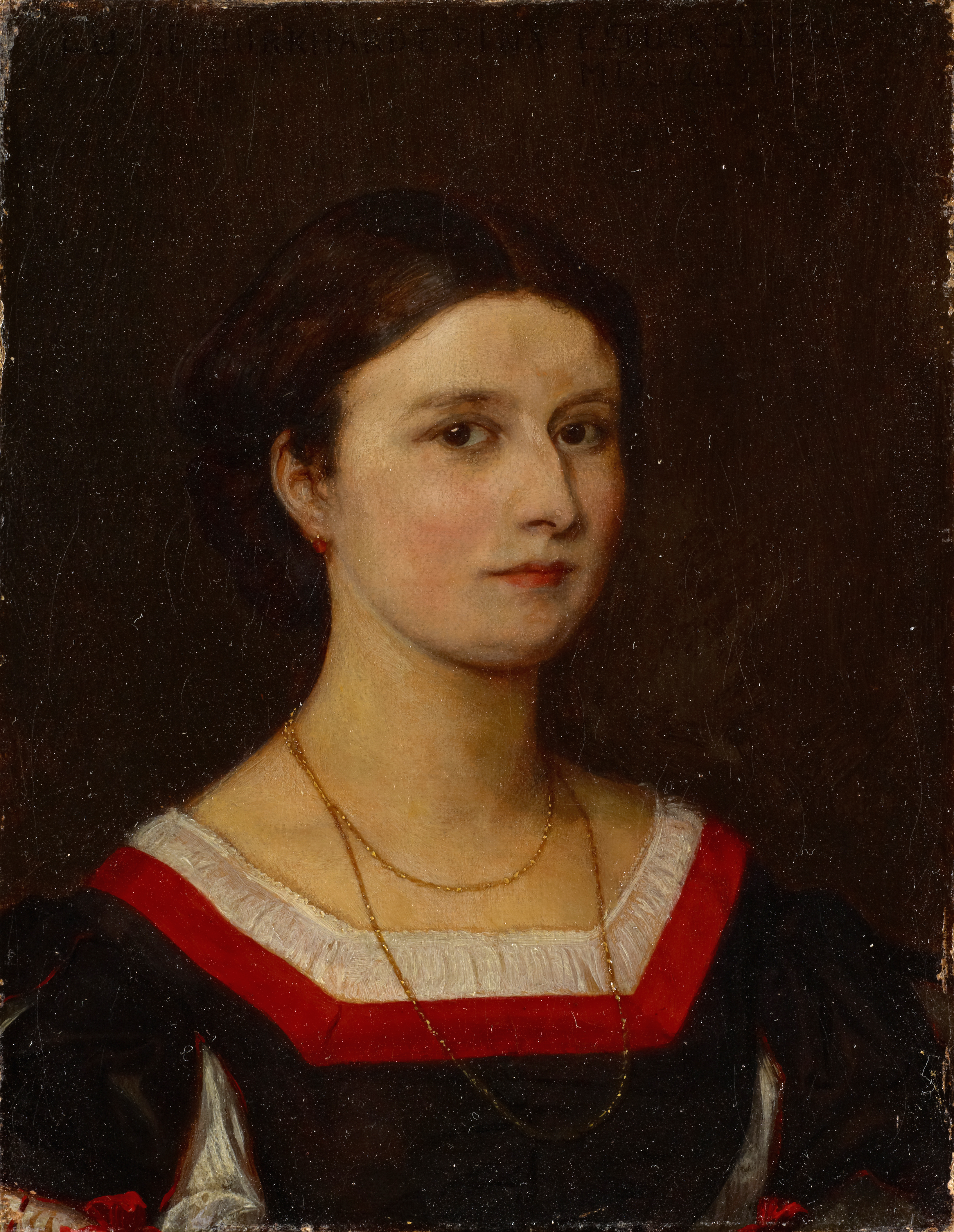
Portrait von Louise Bachofen-Burckhardt. Von Ernst Stückelberg, 1865.

Louise Elisabeth Bachofen-Burckhardt (* 8. Oktober 1845; † 21. Februar 1920) war die Ehegattin von Johann Jakob Bachofen. Sie war überdies hinaus bekannt wegen ihrer philanthropischen Tätigkeiten, insbesondere für ihre Kunstsammlung, welche dem Schweizer Kunstmuseum Basel zugutekam.

## Leben
Im Jahr 1845 kommt Louise Elisabeth Burckhardt als Tochter des Ehepaars Gustav Burckhardt und Louise Wick in Basel zur Welt; die Familie war dem Milieu des Basler Daig, also der bürgerlichen Oberschicht, zugehörig. Der Familiensitz lag am Ackermannshof.
Louise galt als sehr musikalisch und hatte zeitlebens eine Vorliebe für Kunst.
Im Alter von 25 Jahren heiratete sie Johann Jakob Bachofen, welcher zu dem Zeitpunkt 30 Jahre älter war.
Ihr testamentarischer Wunsch war es, dass nach ihrem Tode keine Nachrufe erscheinen sollten. Sie wollte ihr Werk dem Andenken an ihren Mann widmen und ihrer „geliebten Vaterstadt noch manch' schoenes Stück“ (gemeint waren die Kunstwerke) hinterlassen.

## Wirken
Nach dem Tod ihres Ehemannes widmete sie sich der Sammlung von Kunstwerken. Dabei trug sie über 300 Gemälde aus der Zeit vom Spätmittelalter bis zum 20. Jahrhundert zusammen, Unterstützung erhielt sie dabei etwa vom Berliner Kunsthistoriker Wilhelm von Bode. Begonnen hatte ihre Sammlung mit den Kunstwerken, welche von ihrem Ehegatten Johann Jakob Bachofen mit in die Ehe gebracht wurden. Sie konnte diesen Bestand nach seinem Tode enorm erweitern.
Im Jahr 1904 vermachte sie die Gemälde der nach ihrem Mann benannten Johann Jakob Bachofen-Burckhardt-Stiftung. Nach ihrem Tod wurden die Bilder von ihrem Wohnsitz am Münsterplatz in das 1934 fertiggestellte Kunstmuseum gebracht. Die Gemälde sind seit 100 Jahren ein wichtiger Bestandteil der dortigen Sammlung.
In der Zeit um die Jahrhundertwende waren Frauen auf dem Kunstmarkt noch wenig aktiv, womit sich Louise Bachofen-Burckhardt mit ihrer Pioniertätigkeit besonders hervorhebt.
Das Kunstmuseum Basel widmete ihr vom 26. Oktober 2019 bis zum 13. April 2020 eine Ausstellung mit dem Namen Bilderlust, in welcher ein Großteil der Sammlung gezeigt wurde.